# 西一線駅

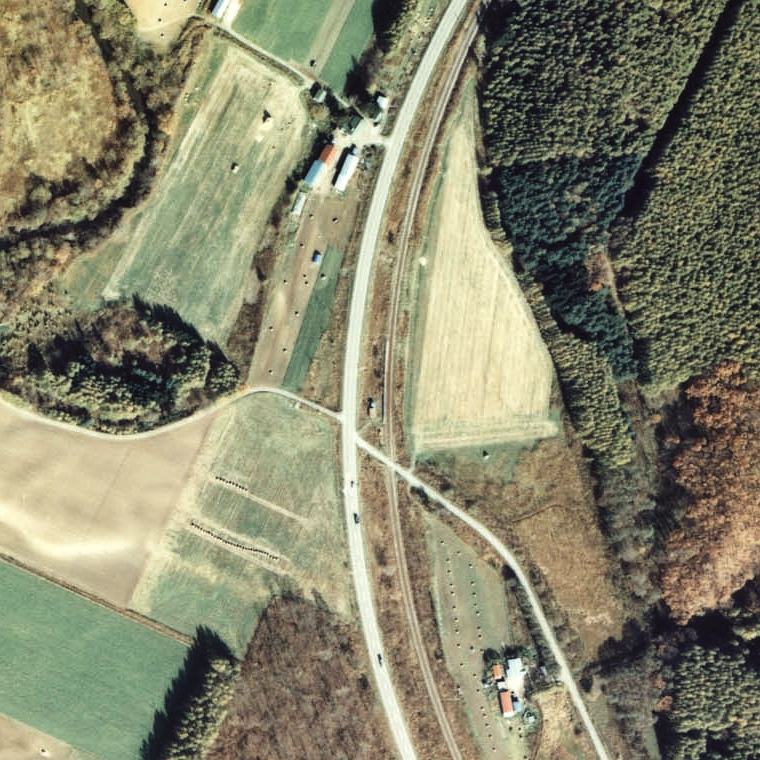
1977年、国鉄池北線時代の西一線駅と周囲500 m範囲。上が北見方面。

西一線駅（にしいっせんえき）は、北海道足寄郡足寄町上利別181-4にあった北海道ちほく高原鉄道ふるさと銀河線の駅である。国鉄・JR北海道池北線時代の事務管理コードは▲110508。

## 歴史
- 1960年（昭和35年）5月1日：日本国有鉄道網走本線に、旅客のみ取り扱う無人駅として新設開業[3]。
- 1961年（昭和36年）4月1日：路線の呼称変更により[4]、池北線の駅となる。
- 1987年（昭和62年）4月1日：国鉄分割民営化により北海道旅客鉄道に継承[5]。
- 1989年（平成元年）6月4日：経営移管により、北海道ちほく高原鉄道ふるさと銀河線の駅となる[6][7]。
- 2006年（平成18年）4月21日：ふるさと銀河線廃線により廃止。

## 駅構造
単式ホーム1面1線を有する地上駅。待合室と便所があった。

## 駅周辺
数軒の民家があるのみ。
- 国道242号
- 十勝バス「足寄西1線」停留所

## 隣の駅
北海道ちほく高原鉄道
ふるさと銀河線
愛冠駅 - 西一線駅 - 塩幌駅